# Jakub de Voragine
Jakub de Voragine (wł. Jacopo da Varagine; ur. ok. 1228–1230 w Republice Genui, zm. 13 lub 14 lipca 1298 w Genui) – włoski hagiograf, kaznodzieja i pisarz religijny, arcybiskup Genui, błogosławiony Kościoła katolickiego.

## Życiorys
Urodził się prawdopodobnie w Genui. W 1244 Jakub wstąpił do zakonu dominikanów. W latach 1267–1286 był prowincjałem w Lombardii. W 1288 został wybrany arcybiskupem Genui, ale stanowisko to objął dopiero w 1292 roku. Nosił przydomek de Voragine.
Głównym dziełem Jakuba de Voragine jest Legenda aurea (Złota legenda) powstała w latach 1260–1270. Zbiór ten, na który składają się narracyjne opowieści i rozważania o świętych, był przeznaczony do czytania na szczególne dni i uroczystości roku liturgicznego.
W 1816 papież Pius VII ogłosił go błogosławionym.
Wspomnienie liturgiczne bł. Jakuba de Voragine obchodzone jest w Kościele katolickim w dies natalis (14 lipca).